# Kupola Beregovye
Die Kupola Beregovye (englische Transkription von russisch Купола Береговые Kupola Beregowyje, deutsch ‚Küstenkuppel‘) ist eine Eiskuppel an der Prinzessin-Astrid-Küste des ostantarktischen Königin-Maud-Lands. Sie liegt südlich des Opornyy Point an der Westseite des Lasarew-Schelfeises
Russische Wissenschaftler benannten sie.